# 大柱霉草
大柱霉草（学名：Sciaphila megastyla）为霉草科喜荫草属下的一个种。

## 扩展阅读
- 維基物種上的相關：大柱霉草